# Робърт Ричардсън
Робърт Колеман Ричардсън (на английски: Robert Coleman Richardsonе американск] физик, носител на Нобелова награда за физика за 1996 г.

## Биография
Роден е на 26 юни 1937 г. във Вашингтон (окръг Колумбия), САЩ. Получава магистърска степен от Вирджиния Тек през 1960 г., а през 1963 г. защитава докторска дисертация в Университета Дюк.
Получава Нобеловата награда за 1996, заедно с Дейвид Лий и Дъглас Ошероф, за откриването на свръхфлуидното състояние на хелий-3.
Умира на 19 февруари 2013 г. в Итака на 75 години.